# Lagorchestes
Lagorchestes là một chi động vật có vú trong họ Macropodidae, bộ Hai răng cửa. Chi này được Gould miêu tả năm 1841. Loài điển hình của chi này là Macropus leporides Gould, 1841.

## Hình ảnh

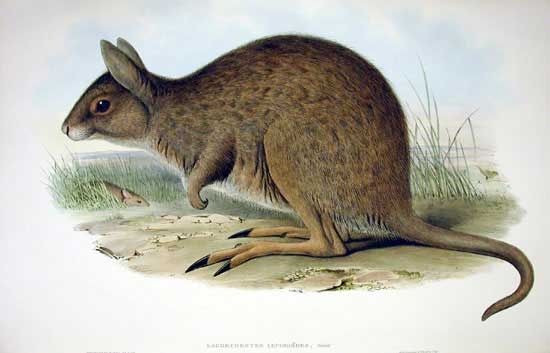

## Các loài
Chi này gồm các loài: